# Modelo de medo e evitação

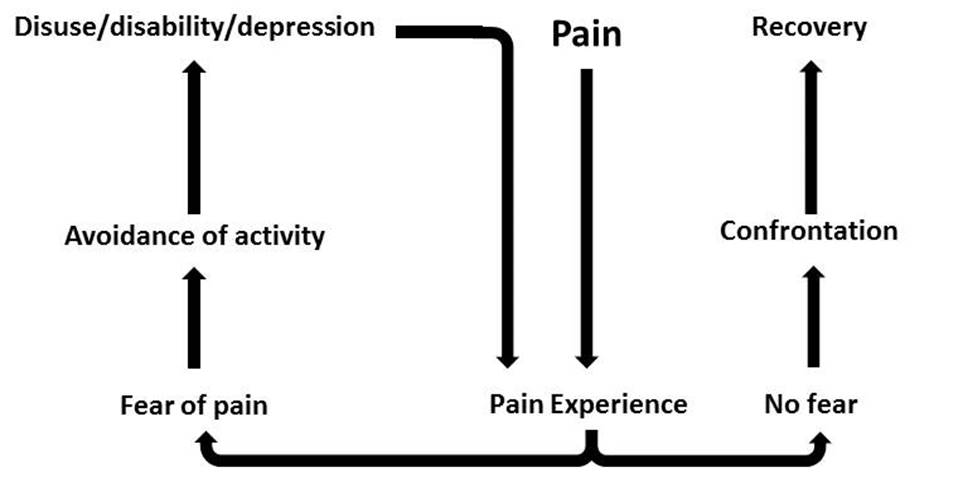
Modelo de Medo e Evitação

O modelo de medo e esquiva (ou modelo FA, em inglês) é um modelo psiquiátrico que descreve como os indivíduos desenvolvem dor musculoesquelética crônica como resultado do comportamento de evitação baseado no medo. Introduzido por Lethem et al. em 1983, esse modelo ajudou a explicar como essas pessoas sentem dor, apesar da ausência de patologia. Se um indivíduo experimenta desconforto agudo e atrasa a situação usando comportamento de evitação, a falta do aumento da dor reforça esse comportamento. O aumento da vulnerabilidade fornece um feedback positivo ao nível de percepção de dor e recompensa o comportamento de evitação para a remoção de estímulos indesejados. Se o indivíduo percebe a dor como ameaçadora ou temporária, ele ou ela se sente menos ansiosa e confronta a situação relacionada à dor.
O comportamento de evitação é saudável quando incentiva o indivíduo a evitar pressões de lesões e lhes permite se curar. No entanto, é prejudicial quando desencoraja o indivíduo de realizar atividades após a lesão estar curada. A hipervigilância resultante e deficiência restringe o uso normal do tecido e deteriora o indivíduo fisica e mentalmente. Uma vez que o comportamento de evitação não é reforçado, o indivíduo sai do loop de feedback positivo. Em 1993, Waddell et al. desenvolveu um Questionário de Crenças de Medo e Evitação (FABQ, em inglês) que mostrou que as crenças de medo e evitação sobre as atividades físicas são fortemente relacionados a perda do trabalho.

## Exemplos

### Sensibilidade à Ansiedade
A sensibilidade à ansiedade é o medo dos sintomas de ansiedade. Um exemplo do modelo de medo e evitação, a sensibilidade à ansiedade decorre do medo de que os sintomas de ansiedade irão levar a efeitos sociais e físicos nocivos. Como resultado, o indivíduo atrasa a situação, evitando quaisquer estímulos e situações relacionadas com a atividade de indução de dor, transformando-se restringido em suas funções diárias normais.

### Dor crônica
A dor crônica é outro exemplo que pode surgir da má interpretação drástica de dor como uma catástrofe. Como resultado dessa interpretação errada, o indivíduo evita repetidamente a atividade de indução a dor e provavelmente sobrestima qualquer futura dor de tal atividade. A sensibilidade excessiva à dor desencoraja o indivíduo de exercício e enfraquece o seu corpo.

## Críticas
Pesquisas envolvendo o modelo de medo e evitação tem levado alguns a questionar a sua precisão na representação ou prever a prevenção real da atividade física devido ao reforço negativo. Em certos casos, o indivíduo evita completamente o comportamento gerador de ansiedade, de modo que a resposta de medo nunca se torna diretamente envolvida. Outros fatores que afetam a percepção do nível de perigo e consciência espacial complicam ainda mais o modelo. Enquanto o modelo de medo e evitação pode ser simplista para cada situação envolvendo medo, desconforto e/ou dor crônica, a sua eficácia é geralmente reconhecida para diagnosticar e compreender como os seres humanos reagem positiva ou negativamente ao medo e à ansiedade.

## References
1. ↑  «Revista Brasileira de Terapia Comportamental e Cognitiva - Efeitos da intervenção exposição ao vivo e atividades graduais sobre a incapacidade e a crença de medo e evitação em pacientes com dor lombar crônica». pepsic.bvsalud.org. Consultado em 20 de novembro de 2015
2. ↑  Leeuw, Maaike; Mariëlle E. J. B. (1 de fevereiro de 2007). «The fear-avoidance model of musculoskeletal pain: current state of scientific evidence». Journal of Behavioral Medicine. 30 (1): 77-94. ISSN 0160-7715. PMID 17180640. doi:10.1007/s10865-006-9085-0
3. 1 2  Pincus, Tamar; Rob J.E.M. «The Fear Avoidance Model Disentangled: Improving the Clinical Utility of the Fear Avoidance Model». The Clinical Journal of Pain. 26 (9): 739-746. doi:10.1097/ajp.0b013e3181f15d45
4. 1 2  Vlaeyen, Johan W.S.; Steven J. «Fear-avoidance and its consequences in chronic musculoskeletal pain: a state of the art». Pain. 85 (3): 317-332. doi:10.1016/s0304-3959(99)00242-0
5. ↑  Lethem, J.; P. D. (1 de janeiro de 1983). «Outline of a Fear-Avoidance Model of exaggerated pain perception--I». Behaviour Research and Therapy. 21 (4): 401-408. ISSN 0005-7967. PMID 6626110
6. ↑  Hasenbring, Monika I.; Rusu, Adina C.; Turk, Dennis C. (19 de janeiro de 2012). From Acute to Chronic Back Pain: Risk Factors, Mechanisms, and Clinical Implications. [S.l.]: OUP Oxford. ISBN 9780191625725
7. ↑  Zaretsky, Herbert H.; Richter, Edwin F.; Eisenberg, Myron G. (1 de janeiro de 2005). Medical Aspects of Disability: A Handbook for the Rehabilitation Professional. [S.l.]: Springer Publishing Company. ISBN 9780826197870
8. ↑  Asmundson, Gordon J. G; Peter J (1 de janeiro de 1999). «Beyond pain: The role of fear and avoidance in chronicity». Clinical Psychology Review. 19 (1): 97-119. doi:10.1016/S0272-7358(98)00034-8
9. ↑  Crombez, Geert; Christopher (1 de julho de 2012). «Fear-avoidance model of chronic pain: the next generation». The Clinical Journal of Pain. 28 (6): 475-483. ISSN 1536-5409. PMID 22673479. doi:10.1097/AJP.0b013e3182385392